# Urwähler-Zeitung

Nullnummer der Urwähler-Zeitung vom 29. März 1849

Die Urwähler-Zeitung war von 1849 bis 1853 eine deutsche Tageszeitung ausschließlich erschienen im Königreich Preußen. Mit der Bezeichnung Urwähler war in Bezug auf das Dreiklassenwahlrecht der „ursprüngliche“, im Sinne von „eigentlichem“, Wähler gemeint – das Volk. Dementsprechend lautete der Untertitel: „Organ für Jedermann aus dem Volke“. Das Blatt enthielt radikaldemokratisch-kommunistische Tendenzen und richtete sich an den Vierten Stand. Die Zeitung hatte außerhalb Preußens keine Bedeutung. Sie wurde in Berlin hergestellt, erschien grundsätzlich sechsmal wöchentlich und kostete 3 Pfennig.

## Bekanntes
In Reaktion auf die Märzereignisse hob der damalige Bundestag am 2. April 1848 die Karlsbader Beschlüsse auf, was zur Gründung von unzähligen Zeitungen in den Ländern des Deutschen Bundes beitrug. Die meisten dieser Zeitungen waren politisch einseitig geprägt und verschwanden nach kurzer Zeit. Ausschließlich jene Blätter überdauerten die Reaktionsära, die sich auf eine starke örtliche Anhängerschaft sowie eine überwiegend regionale Berichterstattung stützen konnten. Vor diesem Hintergrund wurde die Urwähler-Zeitung gemeinsam von Franz Duncker und Aaron Bernstein gegründet. Sie erschien ab dem 1. April 1849 regelmäßig. Vorausgegangen waren Nullnummern am 29., 30. und 31. März 1849. Das Blatt wurde innerhalb seiner vierjährigen Existenz mehrmals verboten und hatte eine geringe Reichweite.
Hingegen erlangte die Urwähler-Zeitung innerhalb der preußischen Verwaltung einen gewissen Bekanntheitsgrad. Sie gilt heute als eins der am besten dokumentierten Beispiele preußischer Pressepolitik während der Einführung der Gewaltenteilung. So definierte die Preußische Verfassung (1848/1850) erstmals auf deutschem Boden eine Vielzahl von Grund- und Abwehrrechten des Bürgers gegen den Staat sowie die Trennung zwischen Legislative, Judikative und Exekutive. Insbesondere Karl Ludwig Friedrich von Hinckeldey, der Generalpolizeidirektor von Berlin, ignorierte diese Neuformierung und umging oft bewusst die administrative Verwaltung. Er setzte wiederholt Verbote von Zeitungen durch, die nach seiner Ansicht „principiell im practischen Widerspruch mit den Grundsätzen der constitutionellen Monarchie“ standen.
Hinckeldey warf dem Innenministerium vor, dass dieses keine präventiven gesetzlichen Maßnahmen ergreife, um gegen staatsfeindliche Organe vorzugehen. Als „schlimmste Beispiele“ führte er die Urwähler-Zeitung und die Kreuzzeitung auf. Eigenmächtig ließ er in regelmäßigen Abständen Ausgaben dieser Zeitungen beschlagnahmen, und entgegen der gesetzlichen Vorschrift wurde erst nach Tagen oder Wochen die Staatsanwaltschaft eingeschaltet. Eine Beschwerde der Urwähler-Zeitung blieb erfolglos. Der Oberstaatsanwalt Christian Carl Theodor Ludwig Sethe wies zwar in einem Schreiben an den Generalpolizeidirektor hin, dass erstens eine Beschlagnahmung ohne die Einschaltung der Staatsanwaltschaft länger als 24 Stunden widerrechtlich sei und dass zweitens die Beschlagnahme vor der Redaktion immer unter Hinweis auf die betreffende Straf- oder Pressegesetznorm vonstattengehen müsse. Eine Aufhebung des Verbots strebte er jedoch nicht an. Vielmehr hielt die Staatsanwaltschaft Grundsätzliches fest, insbesondere sei die Verbotsbegründung der Polizeibeamten gegenüber der Urwähler-Redaktion, „weil der Herausgeber der Urwähler-Zeitung fortwährend gegen die gesetzlichen Formen verstoßen habe“, nicht ausreichend.
In seinem Antwortschreiben erklärte Hinckeldey, dass er sich nicht verpflichtet fühle, Anordnungen von der Staatsanwaltschaft entgegenzunehmen, da dies ja nur eine dem Polizeipräsidium „coordinierte Behörde“ wäre. Außerdem habe die Urwähler-Zeitung immer wieder das Belegexemplar nicht zeitig genug abgegeben, wofür er sie mit den ihm gegebenen Möglichkeiten zur Ordnung rufen müsse. Auf diesen Schriftwechsel hin entbrannte ein Kompetenzstreit zwischen dem preußischen Justizministerium und dem Polizeipräsidium, der nach längerer Auseinandersetzung zugunsten Hinckeldeys entschieden wurde. Er beklagte, dass er beispielsweise die Urwähler-Zeitung in den letzten eineinhalb Jahren insgesamt vierzehnmal beschlagnahmen ließ, aber die Staatsanwaltschaft sie nur zweimal vor einem Gericht verurteilte. Der preußische Innenminister Ferdinand von Westphalen erteilte daraufhin die unmissverständliche Anordnung, gegen die Urwähler-Zeitung das Konzessionsentziehungsverfahren aufgrund „ihrer wirren Inhalte“ einzuleiten, was letztlich zur Einstellung der Zeitung führte.
Am 27. März 1853 wurde das Blatt endgültig verboten. Zum 9. April 1853 übernahm Duncker die Anteile von Bernstein und führte die Zeitung alleinvertretend als Volks-Zeitung – Organ für Jedermann aus dem Volke fort.

## Redakteure (Auswahl)
- Aaron Bernstein
- Hermann Holdheim